# 欧松 (上加龙省)
欧松（法語：Ausson，法語發音：[osɔ̃]）是法国上加龙省的一个市镇，属于圣戈当区。

## 地理
欧松（43°4'54"N, 0°35'45"E）面积4.39 平方千米，位于法国奧克西塔尼大區上加龙省，该省份为法国西南部内陆省份，西南端与西班牙接壤，自此顺时针与上比利牛斯省、热尔省、塔恩-加龙省、塔恩省、奥德省和阿列日省接壤。
与欧松接壤的市镇（或旧市镇、城区）包括：古尔当-波利尼昂、于奥、蒙雷若、普安蒂德里维埃、蓬拉-塔耶堡、莱图雷耶。

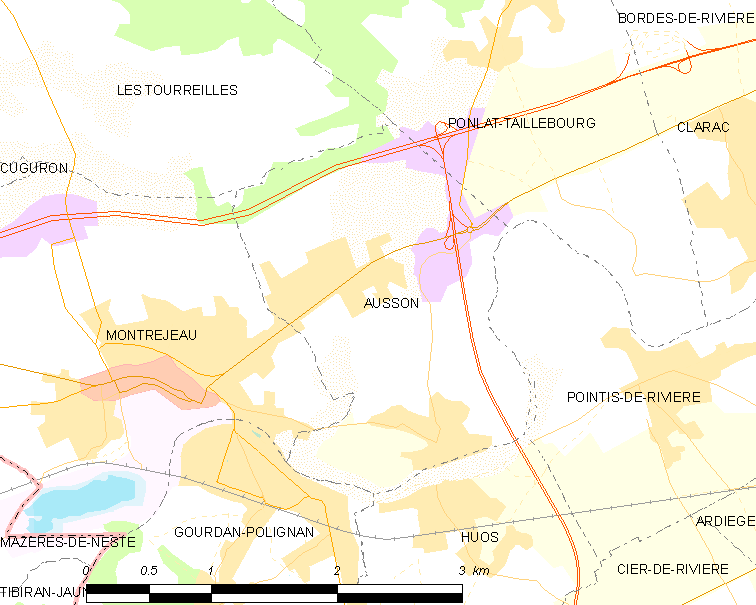
的OSM定位图

欧松的时区为UTC+01:00、UTC+02:00（夏令时）。

## 行政
欧松的邮政编码为31210，INSEE市镇编码为31031。

## 政治
欧松所属的省级选区为圣戈当县。

## 人口

1962-2008年间人口变化图示

欧松于2022年1月1日时的人口数量为592人。